# Marussia MR03
Marussia MR03 — гоночний автомобіль класу Формула 1, розроблений Marussia F1 Team для виступів у чемпіонаті світу 2014 року. Після дворічного співробітництва з постачальником двигунів Cosworth команда вперше перейшла на силові установки Ferrari, щоб використовувати новий 1,6-літровий двигун V6 з турбонаддувом Феррарі, 059/3.
Вперше машина представлена на передсезонних тестах на автодромі Херес (Іспанія) 30.01.2014.

## Технічні характеристики
Технічні характеристики Marussia MR03:

### Шасі
- Монокок: Карбоновий композит
- Передня підвіска: Карбоновий трикутний важіль та штовхач, що взаємодіють з торсійними пружинами та балансирами
- Задня підвіска: Карбоновий трикутний важіль та тяга, що взаємодіють з торсійними пружинами та балансирами
- Трансмісія: Напівавтоматична коробка передач з гідравлічним приводом та електронним контролером швидкого перемикання. Вісім передач + реверс.
- Електроніка: MAT SECU TAG 320/Scuderia Ferrari
- Шини: Pirelli P Zero
- Масла та рідини: Shell
- Радіо: Riedel
- Колісні диски: BBS
- Гальма: Карбонові диск і накладки, електронні за принципом  brake-by-wire
- Гальмівні супорти: AP Racing
- Руль: Marussia F1 Team з гідропідсилювачем
- Ремені безпеки: Sabelt
- Загальна ширина: 1800 мм
- Колісна база: 3700 мм

### Двигун
- Робочий об'єм: 1600 см ³
- Максимальна швидкість обертання колінчастого вала: 15000 об/хв
- Турбонагнітач: одноступенева турбіна
- Витрата палива: максимум 100 кг/год
- Ємність паливного бака: 100 кг
- Конфігурація двигуна: V6, кут розвалу циліндрів 90 градусів
- Число циліндрів: 6
- Діаметр циліндра: 80 мм
- Хід поршня: 53 мм
- Число клапанів: чотири на циліндр
- Вприск: системи безпосереднього впорскування, тиск 500 bar
- Мистема ERS
- Енергія батареї: 4 МДж (на одному колі)
- Потужність кінетичного мотор-генератора (MGU-K): 120 кВт
- Максимальне число обертів MGU-K: 50000 об/хв
- Максимальне число обертів теплового мотор-генератора (MGU-H): 125000 об/хв.

## Тести
На тестах на автодромі Херес Marussia MR03 показала шостий результат (час 1:32.222), проїхавши 25 кіл під управлінням Жюля Бьянкі.